# Каналето
Каналето или правим именом Ђовани Антонио Канал (итал. Giovanni Antonio Canal; Венеција, 18. октобар 1697 — Венеција, 19. април 1768. је био италијански барокни сликар. Сликао је углавном градске пејзаже Венеције, познате и као ведуте. Своје слике је првобитно сликао у природи, а касније је прихватио уобичајену праксу сликања у атељеу користећи тамну комору камеру обскуру. Његове слике се одликују богатством боја, светла и сенки, као и занимљивим сценама из свакодневног живота Венеције. Услед велике популарности његових дела у Енглеској, тамо се преселио и стварао од 1746—1756. Квалитет дела у овом периоду је слабији у односу на раније године. 
Сликар погледа на град или ведута, Венеције, Рима и Лондона, сликао је и замишљене погледе (који се називају капричи), иако разграничење у његовим делима између стварног и имагинарног никада није сасвим јасно. Он је такође је био важан графичар користећи технику гравирања. У периоду од 1746. до 1756. радио је у Енглеској, где је насликао многе погледе на Лондон и друге локације, укључујући дворац Ворвик и дворац Алник. Он је био веома успешан у Енглеској, захваљујући британском трговцу и познаваоцу Џозефу „Конзулу“ Смиту, чија је велика збирка Каналетових дела продата краљу Џорџу  1762. године.
Његов нећак и ученик, Бернардо Белото, стварао је у сличном стилу.

## Рани радови
Он је рођен у Венецији као син сликара Бернардовог канала, отуда и његов мононим Каналето („мали канал”), и Артемисије Барбиери. Каналето је био на стажирању код оца и код свог брата, сликара позоришне сцене. Током свог боравка у Риму радио је са својим оцем производећи сценографију за две опере композитора Алесандра Скарлатија, Tito Sempronio Greco и Turno Aricino које су изведене у Театру Катраница током карневалске сезоне 1720.
Каналето је био инспирисан римским ведутистом Ђиовани Паоло Панинем, и почео је да слика свакодневни живот града и његових људи.
По повратку из Рима 1719. године, почео је да слика у свом топографском стилу. Његово прво познато потписано и датирано дело је Architectural Capriccio (1723, Милан, у приватној збирци). Учећи kod старијeg Луke Kарлеваријсa, угледнog сликарa урбаних градских пејзажа, брзо је постао раван свом учитељу.
Године 1725, сликар Алесандро Марчесини, који је такође био купац колекционара лукешких уметничких дела Стефана Контија, распитивао се о куповини још два 'погледа на Венецију', када га је агент позвао да уместо тога размотри дело „Антонија Каналеа ... то је као Карлеварис, али можете видети сјај сунца у њему.“

### Сликање на отвореном
Већина Каналетових раних уметничких дела насликана је „из природе”, за разлику од тада уобичајене праксе довршавања слика у атељеу. Неки од његових каснијих радова ипак се враћају овом обичају, што је сугерисано тенденцијом да се удаљене фигуре насликају као мрље боје - ефекат који је вероватно настао коришћењем камере опскуре, која замагљује удаљеније објекте, иако су истраживања историчара уметности који раде за Краљевску збирку у Уједињеном Краљевству показала је да Каналето скоро никада није користио камеру опскуру.
Међутим, његове слике су увек значајне по својој прецизности: он је забележио сезонско потапање Венеције у воду и лед.

### Рани и касни радови
Каналетова рана дела остају његова најпожељнија и, према многим ауторима, најбоља. Један од његових раних дела је Клесарско двориште (око 1725, Национална галерија у Лондону) које приказује скромно радно подручје града. То се сматра једним од његових најбољих дела, а представио га је Сир Џорџ Бомон 1823. и 1828. године.
Касније је Каналето насликао велике сцене канала Венеције и Дуждеве палате. Његови велики пејзажи осликавали су величанственост града и опадајућу традицију, користећи иновативне ефекте атмосфере и јаке локалне боје. За ове квалитете, може се рећи да су његова дела предвиђала импресионизам.
Његов графички отисак S. A. Giustina in Prà della Vale пронађен је у Минхенској колекцији 2012. године.

## Рад у Енглеској
Многе његове слике продате су Енглезима на њиховој Великој турнеји, прво преко агенције Овен Свајни, а касније и банкара Џозефа Смита. Свајни је крајем 1720-их охрабрио уметника да наслика мале топографске приказе Венеције са комерцијалним апелом за туристе и стране посетиоце града. Неко време пре 1728. године, Каналето је започео своје дружење са Смитом, енглеским бизнисменом и колекционаром који је живео у Венецији, а који је именован британским конзулом у Венецији 1744. Смит је касније постао главни уметников агент и покровитељ, прибавивши скоро педесет слика, сто педесет цртежа и петнаест ретких бакрописа од Каналета, што је највећа и најбоља појединачна група уметникових дела, које је продао краљу Џорџу III 1763.
Током 1740-их година Каналетово тржиште је било поремећено када је Рат за аустријско наслеђе довео до смањења броја британских посетилаца Венецији. Смит је такође организовао објављивање низа бакрописа „капричи” (или архитектонских фантазија) (капричио италијански за китњаст) у свом ведуте идеалу, али приходи нису били довољно високи, те се 1746 Каналето преселио у Лондон, како би био ближе свом тржишту.
Док је био у Енглеској, између 1749. и 1752. Каналето је живео на адреси Бик стрит 41 у лондонској четврти Сохо.
Он је остао је у Енглеској до 1755. године, пружајући погледе на Лондон (укључујући неколико новог Вестминстерског моста, који је завршен током његовог боравка), као и на куће и замкове својих покровитеља. Ово је укључивало кућу Нортамберланд за сер Хјуа Смитсона, који је касније браком постао други гроф од Нортамберланда; и дворац Ворвик за лорда Брука, касније првог грофа од Ворвика. Смитсон је био један од повереника Вестминстерског моста, и „није немогуће” да је охрабрио Каналета да дође у Енглеску и забележи почетак животног века овог моста. Његова слика Олд Волтон моста из 1754. године садржи слику самог Каналета.
Често се од њега очекивало да слика Енглеску на начин на који је сликао свој родни град. Каналетово сликарство је почело да испашта од понављања, губећи своју флуидност и постајући механичко до те мере да је енглески ликовни критичар Џорџ Верту сугерисао да је човек који слика под именом 'Каналето' варалица. Можда је то било зато што је Каналетов нећак, Бернардо Белото, такође користио ујаков надимак; или вероватније зато што су причу проширили бескрупулозни трговци уметничким делима који су предавали копије Каналетовог дела и били нестрпљиви да га што пре испрате за Венецију. Историчар Мајкл Ливи описао је његов рад из овог периода као „инхибиран”.
Да би оповргао ову тврдњу, уметник је путем огласа у новинама позвао „било ког господина“ да прегледа његову најновију слику Сент Џејмзес Парка у његовом атељеу у Силвер улици (сада Бик улица) код Златног трга; међутим, његова репутација се никада није потпуно опоравила током његовог животног века.
Након повратка у Венецију, Каналето је изабран за Венецијанску академију 1763. године и именован за настојника Collegio dei Pittori. Он је наставио да слика до своје смрти 1768. У позним годинама често је радио на старим скицама, али је понекад стварао изненађујуће нове композиције. Био је вољан да направи суптилне измене у топографији ради уметничког ефекта.
- Architectural Capriccio, цртеж, Морганова библиотека и музеј
- Трем са фењером, из серије Ведуте, око 1740–1744, бакропис
- Први Вестминстерски мост, 1746
- Река Темза из Ричмондове куће: класична ведута, 1747
- Вестминстерска опатија са поворком Витезова од Бата, 1749

## Маркет
Његови ученици су били његов нећак Бернардо Белото, Франческо Гварди, Мичеле Мариески, Габриеле Бела и Ђузепе Морети. Сликар Ђузепе Бернардино Бисон био је следбеник свог стила.
Џозеф Смит је продао већи део своје колекције Џорџу , стварајући највећи део велике колекције Каналетових дела у власништву Краљевске колекције. Године 1762, Џорџ III је платио 20.000 фунти за збирку од 50 слика и 142 цртежа конзула Смита. Има много примера његовог рада у другим британским колекцијама, укључујући неколико (19) у Воласовој колекцији и сет од 24 рада у трпезарији опатије Вуберн. Велики скуп Каналетових дела такође је био део колекције грофова од Карлајла, међутим многи су изгубљени у пожару дворца Хауард 1940. године, а други су продати током прошлог века. Међу онима који су раније били у колекцији Карлајла су The Bacino di San Marco: looking East, сада у Музеју лепих уметности у Бостону (продато 1939) и пар Улаз на Велики канал са Мола, Венеција и Трг Светог Марка, Венеција, сада у Националној галерији уметности у Вашингтону (продато 1938). Последња важна венецијанска ведута у дворцу Хауард била је дело Бернарда Белота, Поглед на Велики канал гледајући јужно из Палацо Фоскари, која је продата у Сохебију у јулу 2015. године за 2,6 милиона фунти.